# 千葉史織
千葉 史織（ちば しおり）は、日本の女子陸上競技選手。専門はハードル走で、400mハードルの自己ベストは57秒85、高校歴代6位。宮城県仙台第一高等学校出身、早稲田大学競走部に所属。

## 経歴

### 高校時代

#### 2023年
8月4日、全国高等学校総合体育大会陸上競技大会（インターハイ）400mハードルで、57秒85、瀧野未来についで2位。

### 大学時代

#### 2024年
5月10日、関東インカレ400m、55秒82で4位、5月12日、400mハードル、58秒02で3位。
6月16日、日本学生個人選手権400mハードル、最後の直線でタネル舞璃乃を制し、58秒86で優勝。

## 自己ベスト
- 400mH　57秒85 （2023年8月4日・札幌市）